# Oryma

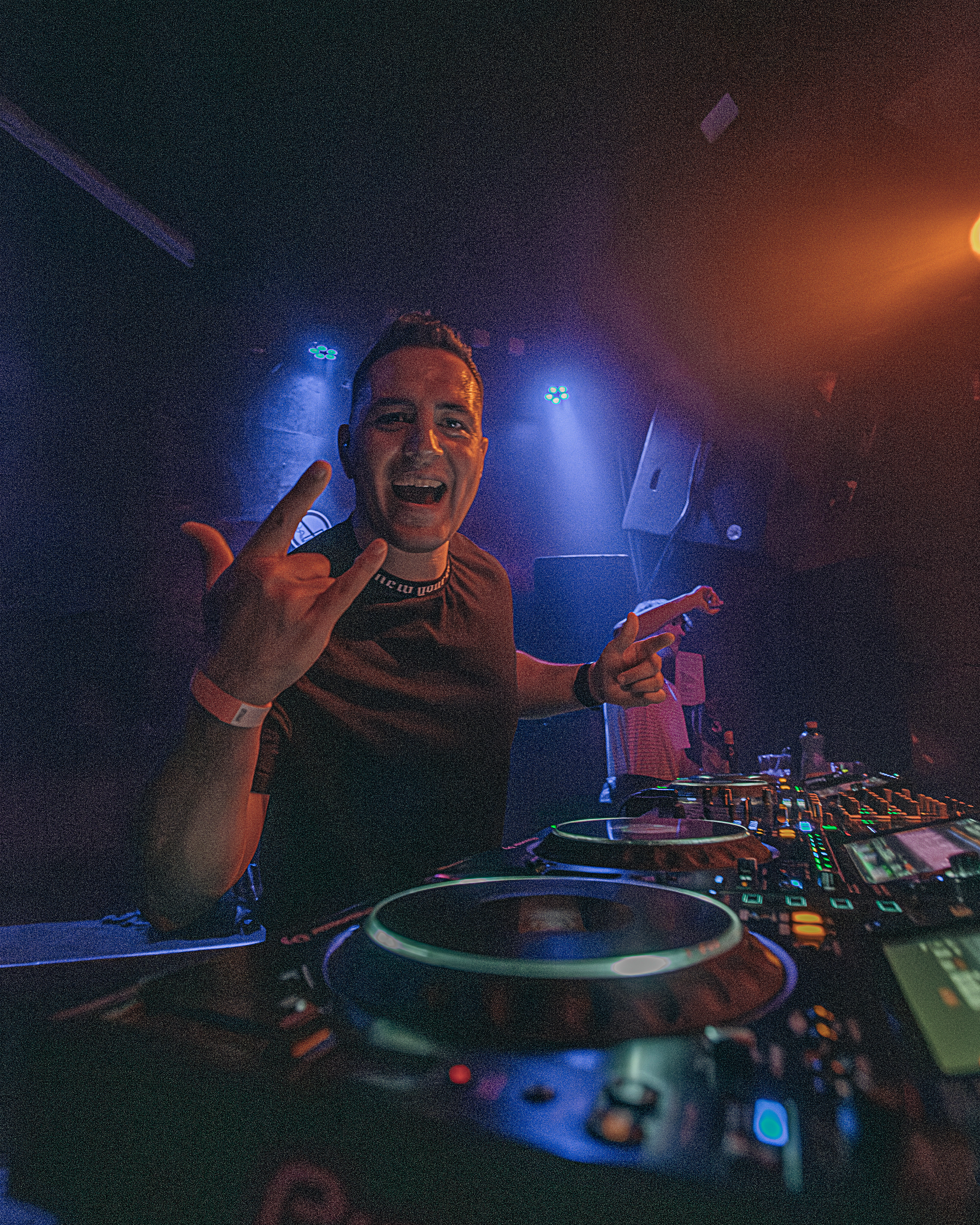
Oryma

Oryma (bürgerlich: Ivan Moser; * 11. Juni 1990) ist ein italienischer Hard-Techno-DJ und Musikproduzent aus Südtirol. Zuvor erlangte er als Tears Of Fury Bekanntheit im Bereich Hardcore und spielte auf großen Hard-Dance Festivals. 

## Werdegang

### Bis 2022: Tears Of Fury
Moser begann seine Karriere als Hardcore-Produzent unter dem Pseudonym Tears Of Fury. Nach anfänglichen Veröffentlichungen auf Underground Labels erlangte er mit dem Lied Painkillah erste Bekanntheit in der Szene, welches unter Neophytes Label erschien. Seit 2016 veröffentlichte er hauptsächlich auf DJ Mad Dogs Label Dogfight. Als DJ legte er in den folgenden Jahren auf den größten Hard-Dance-Festivals der Welt auf, darunter Defqon.1, The Qontinent, Syndicate, Decibel Outdoor sowie mehrfach Dominator und Intents. Beim Masters of Hardcore spielte er neben der Hauptveranstaltung auch Ableger in Wien, Glasgow, Zürich und Madrid. Zudem erschien 2018 eine Kollaboration mit Korsakoff sowie 2020 ein Remix zu Angerfist – Who Still Cares auf dem Masters of Hardcore Label. Seine Lieder Feel The Beat und Breath waren Bestandteil der Thunderdome Compilations, außerdem remixte er Playing Terror von AniMe.

### Seit 2022: Oryma
Aufgrund seiner Unzufriedenheit mit der Hardcore-Szene orientierte sich Moser um, hin zu Techno und Hard Techno. Nachdem er kurzzeitig unter seinem bürgerlichen Namen Musik produzierte, startete er das Projekt ORYMA. Seine Debütsingle unter dem neuen Alias Mental Mysery erreichte Platz #4 der Beatport Hard-Techno Charts. Weitere Lieder erschienen unter mehreren namhaften Labels, wovon Cadence auch Unterstützung von Paul van Dyk erhielt. In der Folge war er auf Europa- und Australientour. Das deutschsprachige DJ Magazine widmete dem musikalischen Wandel von Oryma im April 2024 einen Artikel. Seine Kollaboration Teufel mit Poltrgst wurde auf Spinnin' veröffentlicht und von zahlreichen DJs aufgeführt, darunter Timmy Trumpet, Blasterjaxx und Mike Williams. Außerdem waren mehrere seiner Tracks Bestandteil von Jon Connors Set beim Ultra Korea.
2025 veröffentlichte Oryma die Single Lift Me Up, welche zu den EDM-Releases der Woche des DJ Magazines gehörten sowie mit Rebekah eine Kollaboration auf Verknipt. Daneben betreibt er das Label fail.

## Diskografie

### Tears Of Fury

#### EPs
- 2020: Breath [Dogfight]
- 2021: Furious Remixes EP Pt.1 [Dogfight]
- 2021: Death Knight
- 2022: Halleluya (The F*cked up Remixes)

#### Singles
- 2014: Light in the darkness
- 2015: Inka
- 2015: R.N.R.
- 2016: Painkillah
- 2016: My Fury [Dogfight]
- 2017: No Control [Dogfight]
- 2017: Mechanical [Dogfight]
- 2018: Pain Game [Dogfight]
- 2018: Laser Beam [Dogfight]
- 2018: Follow Me (mit Korsakoff) [Masters Of Hardcore]
- 2019: Feel The Beat [Afterlife Recordings]
- 2020: Halleluya
- 2020: Gun Fight [Dogfight]
- 2021: Till We Die! [Dogfight]
- 2021: Wall Of Fire [Dogfight]
- 2022: Aggressive Music [Dogfight]
- 2022: Violence [Dogfight]
- 2022: Hardcore Psychopath [Dogfight]
- 2022: Voices [Dogfight]
- 2022: Aguila [Dogfight]

#### Remix
- 2017: Bodyshock – I Am Death (Remix) [Masters Of Hardcore]
- 2020: Angerfist – Who Still Cares (Remix) [Masters Of Hardcore]
- 2022: AniMe – Playing Terror [Masters Of Hardcore]

### Oryma
- 2022: Mental Misery
- 2022: Tanzen
- 2022: Stop Wars!
- 2022: Wundgef*ckt
- 2022: You
- 2022: Microdose
- 2022: Raving into Darkness
- 2022: Repulse
- 2023: Endless
- 2023: Can't Escape You
- 2023: Sucht
- 2023: Karthago
- 2023: Cadence
- 2023: Freiheit
- 2023: Intentional Aggression
- 2024: Techno
- 2024: Bonecrusher
- 2024: Energy Shot
- 2024: Strength
- 2024: Loser
- 2024: Teufel (mit Poltrgst, danzen) [Spinnin’]
- 2024: Rave
- 2024: The Moment
- 2025: Lift Me Up
- 2025: Rave Creators (mit Rebekah)
- 2025: Dancing to Lies